# Mun Myeong-sik
Mun Myeong-sik (kor. 문 명식; ur. 20 maja 1972) – południowokoreański zapaśnik w stylu wolnym. Olimpijczyk z Sydney 2000, gdzie zajął siedemnaste miejsce w kategorii 54 kg.
Zdobył brązowy medal na igrzyskach azjatyckich w 1994. Czwarty na mistrzostwach Azji w 1996 i dziesiąty w 1999 roku.